# Mistrovství světa juniorů ve sportovním lezení 2010
Mistrovství světa juniorů ve sportovním lezení 2010 (anglicky: IFSC World Youth Championship) se uskutečnilo jako osmnáctý ročník 9.-12. září v Edinburghu v lezení na obtížnost a rychlost. Do průběžného světového žebříčku juniorů se bodovalo třicet prvních závodníků v každé kategorii lezců od 14 do 19 let.

## Průběh MSJ
Na tomto mistrovství nezískali domácí závodníci medaile, ani se nedostali do finále v žádné kategorii.

### Češi na MSJ
V lezení na obtížnost získala bronzovou medaili Andrea Pavlincová v kategorii B.

### Výsledky juniorů a juniorek
| obtížnost             | obtížnost                 | rychlost              | rychlost                |
| --------------------- | ------------------------- | --------------------- | ----------------------- |
| junioři               | juniorky                  | junioři               | juniorky                |
| 1. Thomas Tauporn     | 1. Alexandra Ladurner     | 1. Sayat Bokanov      | 1. Klaudia Buczek       |
| 2. Mario Lechner      | 2. Manuela Sigrist        | 2. Bogdan Posmashnyy  | 2. Anastasia Ermolaeva  |
| 3. Anton Mardashov    | 3. Dinara Fachritdinovová | 3. Arman Ter-Minasyan | 3. Dinara Usmanova      |
|                       |                           |                       |                         |
| 4. Eric Lopez Mateos  | 4. Sasha DiGiulian        | 4. Thomas Dupin       | 4. Margot Heitz         |
| 5. Urban Primozic     | 5. Katherine Choong       | 5. Andrey Shilenberg  | 5. Ekaterina Golovina   |
| 6. Ben Hoberg         | 6. Matilda Söderlund      | 6. Vaginak Sirekanyan | 6. Isabell Haag         |
| 7. Kevin Aglae        | 7. Rebekka Stotz          | 7. Porscha Maximilian | 7. Malgorzata Rudzinska |
| 8. Masahiro Higuchi   | 8. Maria Davies Sandbu    | 8. Gianluca Sirotti   | 8. Amanda Sutton        |
|                       |                           |                       |                         |
| 37. Stanislav Pekárek | —                         | 29. Stanislav Pekárek | —                       |
|                       |                           |                       |                         |
| 8 finalistů           | 8 finalistek              | 4/8 finalistů         | 4/8 finalistek          |
| 26 semifinalistů      | 27 semifinalistek         | 16 semifinalistů      | 16 semifinalistek       |
| 65 juniorů            | 37 juniorek               | 41 juniorů            | 24 juniorek             |

### Výsledky chlapců a dívek v kategorii A
| obtížnost            | obtížnost              | rychlost                | rychlost                |
| -------------------- | ---------------------- | ----------------------- | ----------------------- |
| chlapci              | dívky                  | chlapci                 | dívky                   |
| 1. Jure Raztresen    | 1. Hélène Janicot      | 1. Viacheslav Vedenchuk | 1. Anna Cyganovová      |
| 2. Alexander Megos   | 2. Katharina Posch     | 2. Marcin Dzienski      | 2. Esther Bruckner      |
| 3. Stefano Ghisolfi  | 3. Magdalena Röck      | 3. Yaroslav Gontaryk    | 3. Aleksandra Rudzinska |
|                      |                        |                         |                         |
| 4. Marcello Bombardi | 4. Sol Sa              | 4. Leonardo Gontero     | 4. Nataliia Stepanova   |
| 5. Domen Škofic      | 5. Andrea Prunster     | 5. Stefano Ghisolfi     | 5. Karina Miroslaw      |
| 6. Martino Ischia    | 6. Amanda Rohner       | 6. Konstantin Payl      | 6. Yuliya Popova        |
| 7. Nikita Sujuškin   | 7. Tina Sustersic      | 7. Artem Savelyev       | 7. Maria Bolgova        |
| 8. Sergej Epih       | 8. Momoka Oda          | 8. Guillaume Moro       | 8. Anna Zaikina         |
|                      |                        |                         |                         |
| 40.-41. Roman Kučera | 41.-42. Anna Wágnerová | 29. Michal Štěpánek     | 14. Anna Wágnerová      |
|                      |                        |                         |                         |
| 8 finalistů          | 8 finalistek           | 4/8 finalistů           | 4/8 finalistek          |
| ? semifinalistů      | ? semifinalistek       | 16 semifinalistů        | 16 semifinalistek       |
| 75 chlapců           | 57 dívek               | 46 chlapců              | 32 dívek                |

### Výsledky chlapců a dívek v kategorii B
| obtížnost                  | obtížnost              | rychlost              | rychlost                |
| -------------------------- | ---------------------- | --------------------- | ----------------------- |
| chlapci                    | dívky                  | chlapci               | dívky                   |
| 1. Sebastian Halenke       | 1. Ievgeniia Kazbekova | 1. Georgy Artamonov   | 1. Dana Riddle          |
| 2. Loic Timmermans         | 2. Anak Verhoeven      | 2. Sergei Luzhetskii  | 2. Alexandra Elmer      |
| 3. David Firnenburg        | 3. Andrea Pavlincová   | 3. Alessandro Santoni | 3. Valeria Baranova     |
|                            |                        |                       |                         |
| 4. Alexander Köll          | 4. Jera Lenardic       | 4. Amir Maimuratov    | 4. Beatrice Carpani     |
| 5. Geoffray De Flaugergues | 5. Julia Chanourdie    | 5. Igor Ryabov        | 5. Polina Shelpakova    |
| 6. Maël Bonzom             | 6. Hannah Baehr        | 6. Quentin Nambot     | 6. Yelena Grunyashina   |
| 7. Semen Chesnokov         | 7. Karoline Sinnhuber  | 7. Collier Skinn      | 7. Anna Margolina       |
| 8. Bernhard Röck           | 8. Tereza Svobodová    | 8. Semen Chesnokov    | 8. Danielle Rogan       |
|                            |                        |                       |                         |
| 29. Petr Čermák            | —                      | 12. Jan Kříž          | 14. Karolína Nevělíková |
|                            |                        |                       |                         |
| ? finalistů                | ? finalistek           | ? finalistů           | ? finalistek            |
| ? semifinalistů            | ? semifinalistek       | ? semifinalistů       | ? semifinalistek        |
| 69 chlapců                 | 62 dívek               | 34 chlapců            | 35 dívek                |

### Čeští Mistři a medailisté
| Disciplína | Kategorie | Lezec/lezkyně     | Zlato | Stříbro | Bronz            |
| ---------- | --------- | ----------------- | ----- | ------- | ---------------- |
| Obtížnost  | Kat. B    | Andrea Pavlincová |       |         | Bronzová medaile |

### Medaile podle zemí
| pořadí | stát       | Zlatá medaile | Stříbrná medaile | Bronzová medaile | celkem |
| ------ | ---------- | ------------- | ---------------- | ---------------- | ------ |
| 1.     | Rusko      | 4             | 3                | 4                | 11     |
| 2.     | Německo    | 2             | 1                | 1                | 4      |
| 3.     | Polsko     | 1             | 1                | 1                | 3      |
| 4.     | Francie    | 1             | 1                | 0                | 2      |
| 5.     | Itálie     | 1             | 0                | 2                | 3      |
| 5.     | Ukrajina   | 1             | 0                | 2                | 3      |
| 7.     | Kazachstán | 1             | 0                | 0                | 1      |
| 7.     | Slovinsko  | 1             | 0                | 0                | 1      |
| 9.     | Rakousko   | 0             | 3                | 1                | 4      |
| 10.    | Belgie     | 0             | 2                | 0                | 2      |
| 11.    | Švýcarsko  | 0             | 1                | 0                | 1      |
| 12.    | Česko      | 0             | 0                | 1                | 1      |